# Uelsen
Uelsen là một đô thị thuộc huyện Grafschaft Bentheim trong bang Niedersachsen. Dân số cuối năm 2006 là 5292 người.
Đô thị Uelsen nằm ở cự tây bang Niedersachsen, ở biên giới với Hà Lan, cự ly khoảng 30 km về phía bắc của Enschede và 15 km về phía tây bắc của Nordhorn..